# 孔代城堡
孔代城堡（法語：Château de Condé) 是位於法國城市孔代昂布里的一座法式城堡。城堡花園內擁有樹齡超過300年的老樹。現在的孔代城堡則是法國的一個知名的觀光景點。

## 外部連結

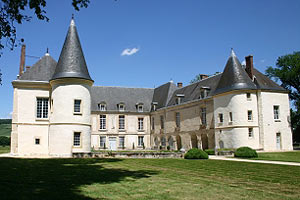
孔代城堡

- Château de Condé official website （页面存档备份，存于）.
- Blandine Verlet plays Froberger on the original Ruckers Harpsichord formerly at the château before 1983.

49°00′20″N 3°33′34″E / 49.00556°N 3.55944°E